# Срібна медаль Національного центру наукових досліджень
Срі́бна меда́ль Націона́льного це́нтру науко́вих дослі́джень (фр. La Médaille d'argent du CNRS) — щорічна премія Національного центру наукових досліджень (CNRS) Франції. Її присуджують від 1954 року вченим (до 16 осіб щороку) за оригінальність, якість і значущість досліджень.

## Деякі лауреати
- 1960:  Георгій Харпак
- 1964:  Клод Коен-Таннуджі
- 1971: Робер Фоссьє
- 1973:  Люк Монтаньє
- 1977: Ален Конн
- 1987: Жерар Ломон
- 1988:  Жан-П'єр Соваж
- 1989: Людвік Лейблер
- 1990: Жан-Жак Лаффон
- 1993: Роже Геснери
- 1994: Міхаель Леві
- 1995: Матьяс Фінк
- 1996: Філіп Дескола
- 2001: Йосиф Сіфакіс
- 2002:  Жан Тіроль
- 2004: Тураєв Володимир Георгійович
- 2006: Клер Вуазен, Філіпп Агьон, Роберта Амайон
- 2007: Мішель Каллон
- 2010: Деніз Пюман, Аліс Гіонне
- 2011: Вайс Хоссейні
- 2012: Бернар Лаїр
- 2013: Сандра Лаворель
- 2015: Венсан Лаффорг